# John Jackson (astrónomo)
John Jackson (11 de febrero de 1887 – 9 de diciembre de 1958) fue un astrónomo escocés. Su obra más destacada fue la compilación de dos catálogos estelares sobre los movimientos propios y el paralaje de las estrellas del hemisferio sur.

## Educación y primeros años
Jackson se educó en la Escuela de Gramática de Paisley, su ciudad natal. Alumno destacado, estudió ciencias y francés y alemán, pero no latín o griego, imprescindibles por entonces para ingresar en la universidad.
Sin embargo, en el verano de 1903 se preparó en lenguas clásicas y consiguió ingresar en la Universidad de Glasgow, donde se graduaría en ciencias con honores en 1907.
Allí estudio astronomía bajo la tutela de Ludwig Becker, con quien aprendió cómo utilizar una gran variedad de instrumentos astronómicos, a corregir observaciones y cómo aplicar análisis matemático y aritmético para solucionar problemas astronómicos. Los métodos de enseñanza entusiastas de Becker tuvieron sin duda una influencia profunda sobre la decisión de Jackson de seguir la carrera de astronomía.
Dado que en Glasgow no era posible titularse en astronomía, Jackson decidió acudir a la Universidad de Cambridge. Después de realizar el examen de ingreso, obtuvo en 1909 una beca para estudiar en el Trinity College. En Cambridge recibió formación en algunos temas que ya dominaba (como la astronomía esférica y su dinámica) pero también se introdujo en nuevos temas como la astrofísica y la física solar, ampliando también su conocimiento en matemática pura y aplicada. Durante su estancia en Cambridge recibió varias distinciones por su trabajo en astronomía.

## Observatorio de Greenwich
En 1914 surgió una vacante de asistente de dirección en el Real Observatorio de Greenwich, y Jackson fue seleccionado por el Astrónomo Real, Sir Frank Watson Dyson. Durante el bombardeo nocturno de un Zeppelin alemán sobre Londres durante la Primera Guerra Mundial, Jackson estaba en el observatorio estudiando la Luna. Instado para refugiarse de las bombas por Dyson, Jackson contestó: "El observatorio se construyó para observar la Luna, y yo voy a observar la Luna".
En 1917 Jackson fue destinado en comisión de servicio con los Ingenieros Reales. Enviado a Francia para trabajar en ecolocación, en la primavera de 1918 se incorporó al Cuarto Ejército Británico como topógrafo, determinando las trayectorias de la artillería.
Jackson regresó de Francia en 1919 y reasumió sus deberes en Greenwich. Publicó las observaciones realizadas sobre estrellas dobles, trabajando con Herbert Hall Turner, Profesor Saviliano de Astronomía en la Universidad de Oxford. También trabajó en el cálculo de la rotación del planeta Neptuno, revisando la idea aceptada de una rotación de 7 horas para establecerla en 19 horas (con un error estimado del 20 por ciento), no demasiado lejos del valor aceptado actualmente de 15,8 horas.

## Observatorio de El Cabo
En 1933 surgió una nueva vacante, esta vez para el cargo de Astrónomo en el Observatorio Real de El Cabo de Buena Esperanza, en Sudáfrica. Jackson obtuvo el puesto.
La primera tarea de Jackson a su llegada a El Cabo fue trabajar sobre la gran colección de placas fotográficas tomadas por David Gill del cielo sobre Ciudad de El Cabo, para analizar el movimiento propio de las estrellas del sur. Publicó sus resultados en dos volúmenes, cubriendo los movimientos y tipos espectrales de más de 41.000 estrellas.
La mayoría del tiempo de Jackson en El Cabo estuvo dedicado a la determinación de paralajes estelares, un programa que había sido empezado por su predecesor, Harold Spencer Jones. Jackson tomó durante años unas 1000 placas fotográficas anuales del cielo, obteniendo resultados de 1600 estrellas, publicados en tres volúmenes de los Anales de El Cabo. A raíz de su trabajo, el conocimiento de paralajes estelares del hemisferio sur pasó a ser mejor que el del hemisferio norte.
Durante su carrera Jackson participó en cuatro expediciones para observar eclipses solares totales. El observatorio de Greenwich había planeado enviar una expedición a Sudáfrica para observar el eclipse del 1 de octubre de 1940, pero el estallido de la Segunda Guerra Mundial hizo imposible enviar observadores. Sin embargo, el equipamiento sí había sido enviado, y Jackson se hizo cargo de una expedición del Observatorio de El Cabo al sitio de observación, donde el eclipse total fue observado con éxito.

## Premios y legado

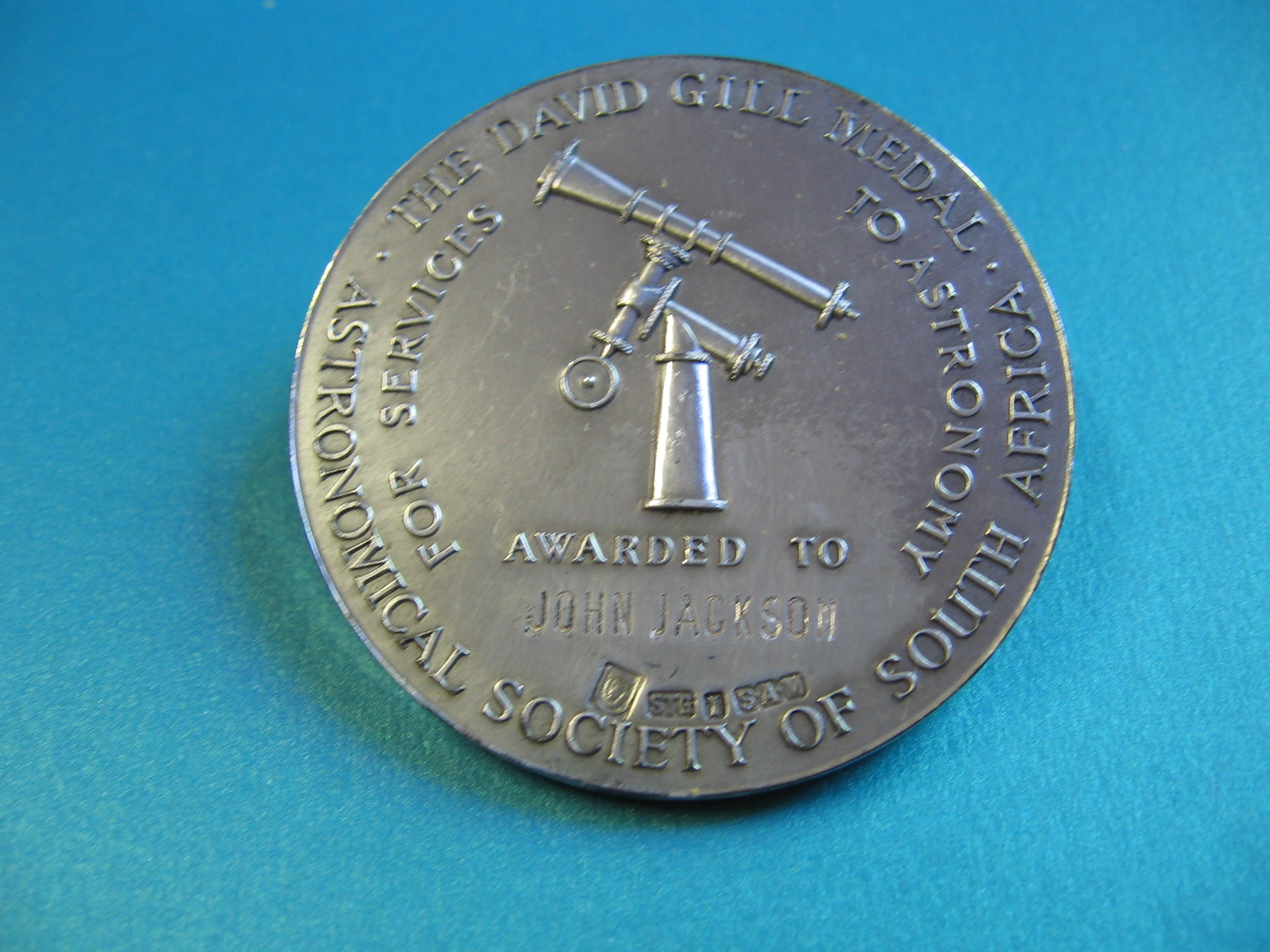
La Medalla Gill otorgada a John Jackson por la Sociedad Astronómica de Sudáfrica

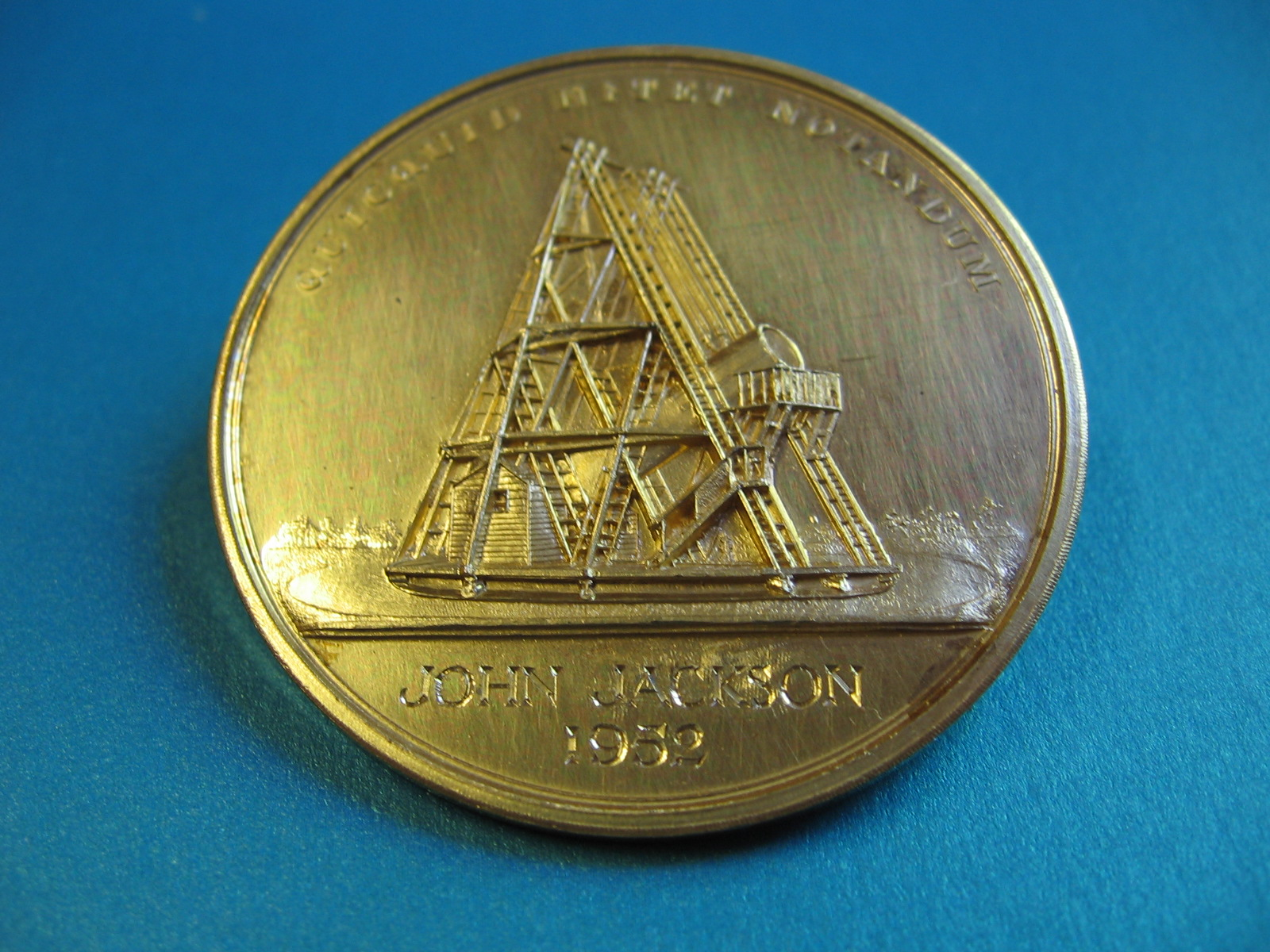
Medalla de Oro de la Real Sociedad Astronómica otorgada a John Jackson

Jackson se retiró del Observatorio de El Cabo en 1950, regresando a Inglaterra, donde se afincó con su mujer, Mary Beatrice Marshall, en Ewell, Surrey.
- Fue nombrado CBE (Comendador de la Orden del Imperio Británico) en 1950.
- En 1952 John Jackson recibió la Medalla de Oro de la Real Sociedad Astronómica por su trabajo en paralajes estelares y sus contribuciones a los problemas generales de las posiciones de las estrellas y sus movimientos propios.
- Recibió un respaldo más lejano de la Sociedad Astronómica de África del Sur en 1958, cuando le fue concedida la Medalla Gill.
- Fue Presidente de la Royal Society de Sudáfrica en 1949 y Presidente de la Real Sociedad Astronómica de 1953 a 1955.

Después de retirarse no abandonó su pasión por la astronomía, realizando un viaje a Stromatad en Suecia para observar el eclipse total del 30 de junio de 1954. Muchas de las medallas de Jackson se conservan en el Observatorio Coats de Paisley, habiendo sido donadas al observatorio por la Escuela de Gramática del Paisley.
Una serie de enfermedades mermaron su salud en sus últimos años. El 9 de diciembre de 1958 John Jackson murió tras una breve enfermedad.

## Eponimia
- El cráter Jackson, situado en la cara oculta de la Luna, lleva este nombre en su memoria.